# Rolaspis incisa
Rolaspis incisa är en insektsart som beskrevs av Abraham Munting 1965. Rolaspis incisa ingår i släktet Rolaspis och familjen pansarsköldlöss. Inga underarter finns listade i Catalogue of Life.